# Arripis xylabion
Arripis xylabion is een  straalvinnige vissensoort uit de familie van Australische zalmen (Arripidae). De wetenschappelijke naam van de soort is voor het eerst geldig gepubliceerd in 1993 door Paulin.